# Franz Unterlechner
Franz Unterlechner, född 4 oktober 1891, var en österrikisk skeletonåkare. Han tävlade i skeleton vid Olympiska vinterspelen 1928 i Sankt Moritz och kom på sjätte plats.